# Serrasalmus sanchezi
Serrasalmus sanchezi är en fiskart som beskrevs av Géry, 1964. Serrasalmus sanchezi ingår i släktet Serrasalmus och familjen Characidae. Inga underarter finns listade i Catalogue of Life.